# Disc protoplanetari

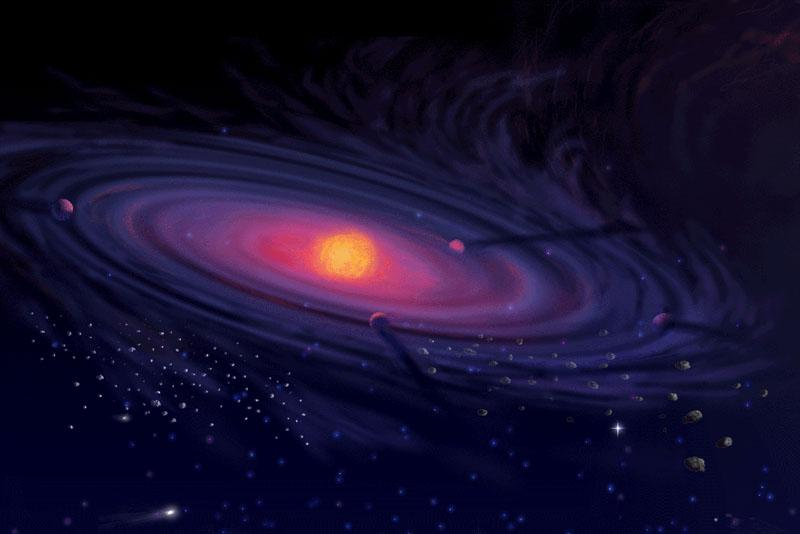
Imatge artística d'un disc protoplanetari

Un disc protoplanetari és un disc circumestel·lar de material al voltant d'una estrella jove, generalment del tipus T Tauri. S'anomenen així perquè en aquests discos es produeixen els processos físics que duen a la formació de planetes. Els discs protoplanetaris fotoevaporants il·luminats externament s'anomenen proplyds. Els discos protoplanetaris són discos d'acreció al voltant d'estrelles joves, fonamentals per a comprendre la formació de l'estrella i d'un possible sistema planetari.

## Observació
Els discos són observables de manera directa com a material nuvolós en determinades longituds d'ona o com un excés en l'emissió infraroja de l'estrella central. La seva grandària sol ser de diversos centenars d'unitats astronòmiques i poden arribar a radis de fins a 1.000 ua. Les seves regions centrals poden estar a altes temperatures escalfades per l'estrella central i els processos d'acreció. Els discos protoplanetaris més joves estan acompanyats, sovint, per raigs (aigua) polars pels quals s'escapa part del material que fluïx cap a l'estrella central.

## Formació

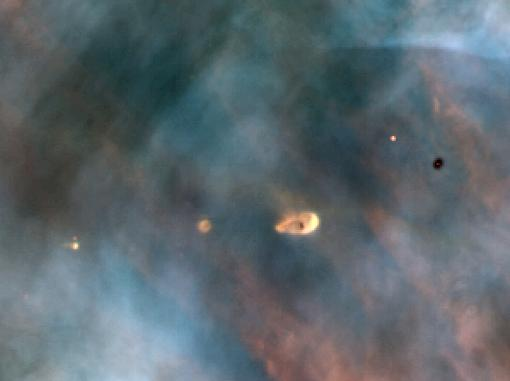
Un disc protoplanetari a la nebulosa d'Orió

Els discos es formen en el mateix procés de formació estel·lar que produïxen l'estrella central. Una protoestrella es forma per la condensació de material procedent d'un núvol molecular compost principalment per hidrogen molecular, fragmentat per la seva pròpia gravetat en arribar a unes condicions crítiques de grandària, massa o densitat. En el col·lapse, el núvol fragmentat es contrau guanyant en densitat i formant una protoestrella en el seu centre. No obstant això, el material exterior, obligat a conservar el moment angular del sistema, no cau directament sobre el cos central, sinó que és sostingut per la força centrípeta associada a la seva rotació. La rotació fa que el material exterior caigui sobre una regió estesa en forma de disc perpendicular a l'eix de rotació del sistema. Els temps característics de col·lapse són d'uns 100.000 anys i els discos formats poden persistir durant 1-10 milions d'anys. El material del disc és acretat lentament per l'estrella central, mentre que el material exterior es difon lentament cap a distàncies majors conservant el moment angular. El disc protoplanetari més antic descobert fins ara podria tenir 25 milions d'anys.

## Discos circumestel·lars secundaris

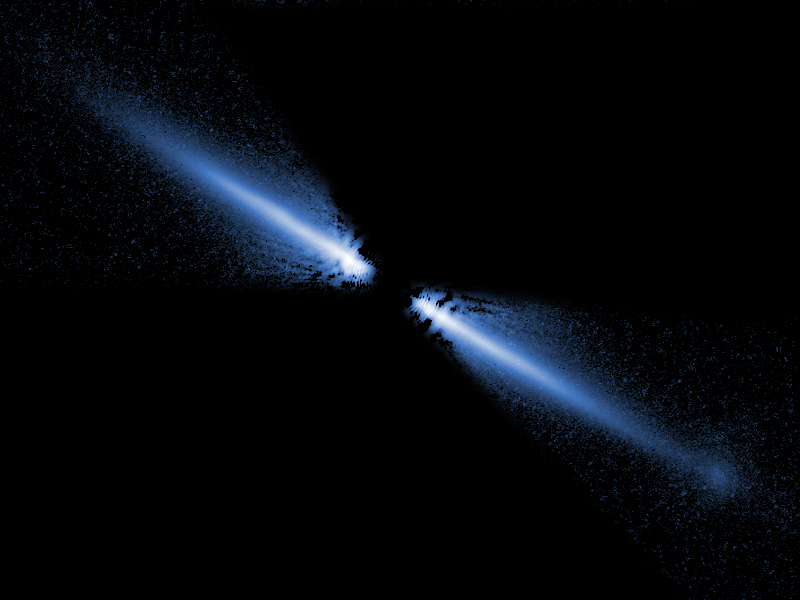
Disc secundari de pols al voltant del sistema AU Microscopii

En els discos protoplanetaris es formen els sistemes planetaris. El material exterior fred es condensa en grans de gel que poden interaccionar entre si agregant-se i formant cossos progressivament majors, fins a adquirir suficient massa per a influir gravitacionalment les òrbites d'altres cossos pròxims. Aquests cossos reben el nom de planetesimals. En les regions internes del sistema estel·lar, les temperatures són bastant altes com per a impedir la condensació de gels, però els mateixos processos actuen sobre materials refractaris amb temperatures d'evaporació molt més elevades. Les col·lisions entre planetesimals poden ser destructives o produir cossos encara majors, fins a formar protoplanetes. No obstant això, les col·lisions destructives produïxen grans quantitats de pols que envolta l'estrella central en un disc secundari absent de gas i que pot persistir diversos centenars de milions d'anys.